# Whois
El WHOIS és una eina destinada a conèixer el titular d'un nom de domini, d'una adreça IP o d'un sistema autònom. Per a localitzar-lo, es realitza una consulta TCP a una base de dades pública a Internet.
Es podria dir que la idea inicial del whois era esdevenir una mena de «pàgines blanques» on localitzar la informació per contactar amb altres administradors de domini. Amb el temps, la utilització d'aquestes dades ha anat evolucionant cap a altres usos, tant desinteressats (com l'ús que en fan les entitats internacionals de certificació per validar zones https), com maliciosos (com el que en fan els spammers, enviant correu brossa indiscriminat).

## Història
Quan Internet estava emergint cap a l'exterior de l'entitat ARPANET, només existia una organització que s'encarregava del registre de tots els dominis, DARPA. El procés de registre es va regular mitjançant la RFC920. Al principi dels anys 80, es va estandarditzar el WHOIS per a poder cercar dominis, gent i altres recursos relacionats amb el mateix domini o el número de registre. A causa del fet que tots els registres els realitzava una organització, només s'utilitzava un servidor central per a totes les consultes de WHOIS. Això feia que obtenir aquesta informació fos molt senzill.
Els primers servidors WHOIS eren altament permissius i permetien les consultes massives. Era possible fer la consulta d'un cognom i obtenir el llistat de totes les persones que estaven registrades amb aquest. El mateix procediment servia amb qualsevol paraula clau que formés part de la informació dels dominis. Arran de l'aparició de la Internet comercial, van sorgir també múltiples registradors i 'spammers' immorals, que van obligar a que, per motius de seguretat, es reduís el nivell de permissivitat.
Inicialment, mentre ARPANET desapareixia al final dels anys 80, la responsabilitat del registre de dominis va recaure a DARPA. Aleshores, la NSC (National Science Foundation) va establir que la tasca de registre de dominis d'Internet recaigués en empreses.
L'1 de desembre de 1999 l'organisme administrador dels dominis de primer nivell (TLDs) .com, .net i .org, es va convertir en ICANN (International Corporation for Assigned Names and Numbers). Aquest canvi va provocar una actualització en el sistema de WHOIS, acceptant, per exemple, sol·licituds d'informació via CGI (Common Gateway Interface).
En comparació amb l'època d'ARPANET, l'any 2005 existien molts més dominis de primer nivell (TLDs), però encara més dominis territorials (ccTLs). Aquella petita xarxa s'havia transformat en un complex entramat de registradors, registrants i dominis. Això fa que ara calgui saber a quin servidor s'ha de demanar la informació quan s'executa un WHOIS, a causa del fet que cada domini disposa d'un servidor autoritzat propi.
Des de 2004 existeix un grup de treball de la IETF (Internet Engineering Task Force) amb la finalitat de crear un nou estàndard de cerca d'informació sobre dominis i xarxes. Actualment aquest s'anomena Cross Registry Information Service Protocol (CRISP).

## Cercar amb whois
Existeixen diferents sistemes de recuperar informació de les bases de dades de WHOIS, els més utilitzats són:

### Clients de línia d'ordres
És la forma original de llençar consultes de WHOIS. Consisteix a cridar la comanda amb el mateix nom des d'una línia d'ordres, especificant quin domini o direcció es vol cercar.

### Clients web
Avui en dia, els clients web del WHOIS (és a dir, les pàgines web que permeten consultar aquestes dades), esdevenen la forma més freqüent de cercar la informació referent als dominis. Podem trobar moltes pàgines que ens ofereixen aquest servei, com ara www.internic.com.

### Clients gràfics
Existeixen, també, entorns visuals per a tots els sistemes operatius que integren clients de WHOIS. Això vol dir que per a llançar una consulta, hi ha programes específics que realitzaran la tasca tant en Windows, com en Mac OS o Linux.

## Exemple
Resultats de cercar amb whois el domini josoc.cat:
```
% puntCAT Whois Server Copyright (C) 2007 Fundacio puntCAT
%
% NOTICE: Access to puntCAT Whois information is provided to assist in
% determining the contents of a object name registration record in the
% puntCAT database. The data in this record is provided by puntCAT for
% informational purposes only, and puntCAT does not guarantee its
% accuracy. This service is intended only for query-based access. You
% agree that you will use this data only for lawful purposes and that,
% under no circumstances will you use this data to: (a) allow, enable,
% or otherwise support the transmission by e-mail, telephone or
% facsimile of unsolicited, commercial advertising or solicitations; or
% (b) enable automated, electronic processes that send queries or data
% to the systems of puntCAT or registry operators, except as reasonably
% necessary to register object names or modify existing registrations.
% All rights reserved. puntCAT reserves the right to modify these terms at
% any time. By submitting this query, you agree to abide by this policy.
%
% WARNING: THIS RESPONSE IS NOT AUTHENTIC
%
% The selected character encoding "US-ASCII" is not able to represent all
% characters in this output. Those characters that could not be represented
% have been replaced with "?". Please resubmit your query with a suitable
% character encoding in order to receive an authentic response.
%
Domain ID: REG-D94687
Domain Name: josoc.cat
Domain Name ACE: josoc.cat
Variant Name: jos?c.cat
Variant Name ACE: xn--josc-sqa.cat
Domain Language: ca
Registrar ID: R-2001 (Nominalia)
Created On: 2007-01-19 16:26:29 GMT
Last Updated On: 2007-01-19 17:58:32 GMT
Expiration Date: 2008-01-19 16:26:29 GMT
Status: ok
Admin ID: NOM_10559501
Admin Name: Isoc-Cat
Admin Organization: Capitol Catala de la Internet Society
Admin Street: Carme, 47
Admin City: Barcelona
Admin State/Province: BARCELONA
Admin Postal Code: 08001
Admin Country: ES
Admin Phone: +34.932701620
Admin Phone Ext:
Admin Fax:
Admin Fax Ext:
Admin Email: isoccat@gmail.com
Tech ID: NOM_1
Tech Name: Technical Department
Tech Organization: Nominalia Internet SL
Tech Street: Josep Pla 2, Torres Diagonal Litoral, Edificio B3, planta 3-D
Tech City: Barcelona
Tech State/Province: Barcelona
Tech Postal Code: 08019
Tech Country: ES
Tech Phone: +34.935074360
Tech Phone Ext:
Tech Fax: +34.933102360
Tech Fax Ext:
Tech Email: tecnico@nominalia.com
Registrant ID: NOM_P_24651301
Registrant Name: ISOC-CAT
Registrant Organization:
Registrant Street: Carme, 47
Registrant City: Barcelona
Registrant State/Province: Catalunya
Registrant Postal Code: E-08001
Registrant Country: ES
Registrant Phone: +34.932701620
Registrant Phone Ext:
Registrant Fax:
Registrant Fax Ext:
Registrant Email: junta@isoc.cat
Billing ID: NOM_10559501
Billing Name: Isoc-Cat
Billing Organization: Capitol Catala de la Internet Society
Billing Street: Carme, 47
Billing City: Barcelona
Billing State/Province: BARCELONA
Billing Postal Code: 08001
Billing Country: ES
Billing Phone: +34.932701620
Billing Phone Ext:
Billing Fax:
Billing Fax Ext:
Billing Email: isoccat@gmail.com
Name Server: dns2.nominalia.com
Name Server ACE: dns2.nominalia.com
Name Server: dns1.nominalia.com
Name Server ACE: dns1.nominalia.com
```